# Medina di Sfax
La medina di Sfax è il quartiere della medina della città tunisina di Sfax. Venne costruita dal principe Aghlabide Abu Abbass Muhammad tra l’849 e l’851. La medina è abitata da circa 113.000 persone ed è dominata dalla Grande Moschea di Sfax
Il 12 febbraio 2012 il governo tunisino ha inviato una richiesta all’UNESCO per inserire la medina nella lista del patrimonio mondiale. Questa medina è considerata una delle poche città medievali del Nordafrica ad aver conservato la sua conformazione originale nonostante i cambiamenti apportati ai suoi edifici durante i decenni. Rappresenta anche l’esempio meglio conservato di progettazione urbana arabo-islamica in tutto il bacino del Mediterraneo. I suoi monumenti sono classificati come monumenti storici nazionali dal 1912.

## Storia

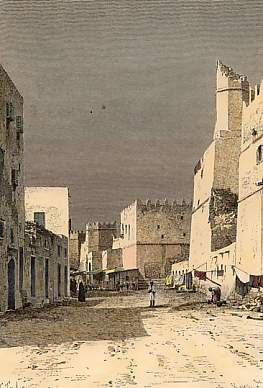
La medina di Sfax nel 1886

### Prima della fondazione
Fonti storiche parlano dell’esistenza di una città romana chiamata Tabaroura e situata nella zona in cui si trova ora Sfax. Tuttavia, l’assenza degli imponenti edifici tipici delle città romane fa supporre che Sfax sia stata costruita sopra a questi ultimi.
A metà del nono secolo, gli Aghlabidi che governavano l’Ifriqiya decisero di difendere le coste della zona con mura e forti; a quest’epoca risale la costruzione del Borj (o Kasbah) di Sfax, uno dei forti. Tuttavia, con il passare del tempo e con la crescita delle attività intorno al forte gli Aghlabidi decisero di fondare la città di Sfax.
Seconde le iscrizioni sulla facciata della Grande Moschea, la medina di Sfax venne fondata nell’849 da Ali Ibn Salem, qadi di Sfax, seguendo gli ordini dell’emiro (principe) Aghlabide di Kairouan Abu Abbass Muhammad.

### Fondazione
In origine, la medina aveva solo due porte: Bab Jebli, anche nota come Bab Dhahraoui (Porta Nord), e Bab Diwan, o Bab Bhar (Porta del Mare). Nel ventesimo secolo, tuttavia, e a causa dello sviluppo economico della città e della crescita della sua popolazione, fu necessario creare nuove porte, come Bab El Ksar, Bab Nahj El Bey e Bab Djedid, per ridurre i flussi attraverso le due porte principali.

## Galleria d'immagini

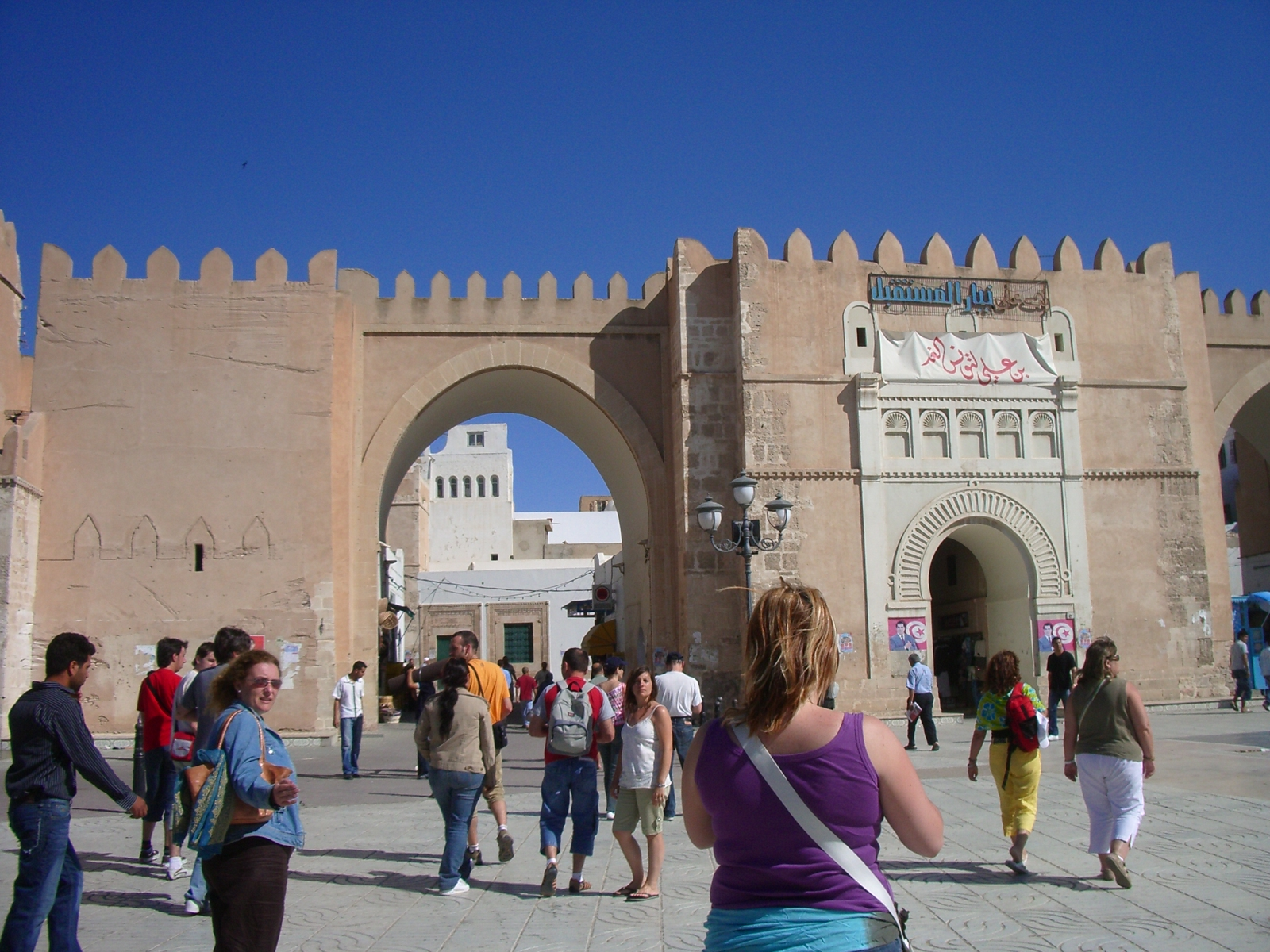
Ingresso della medina di Sfax
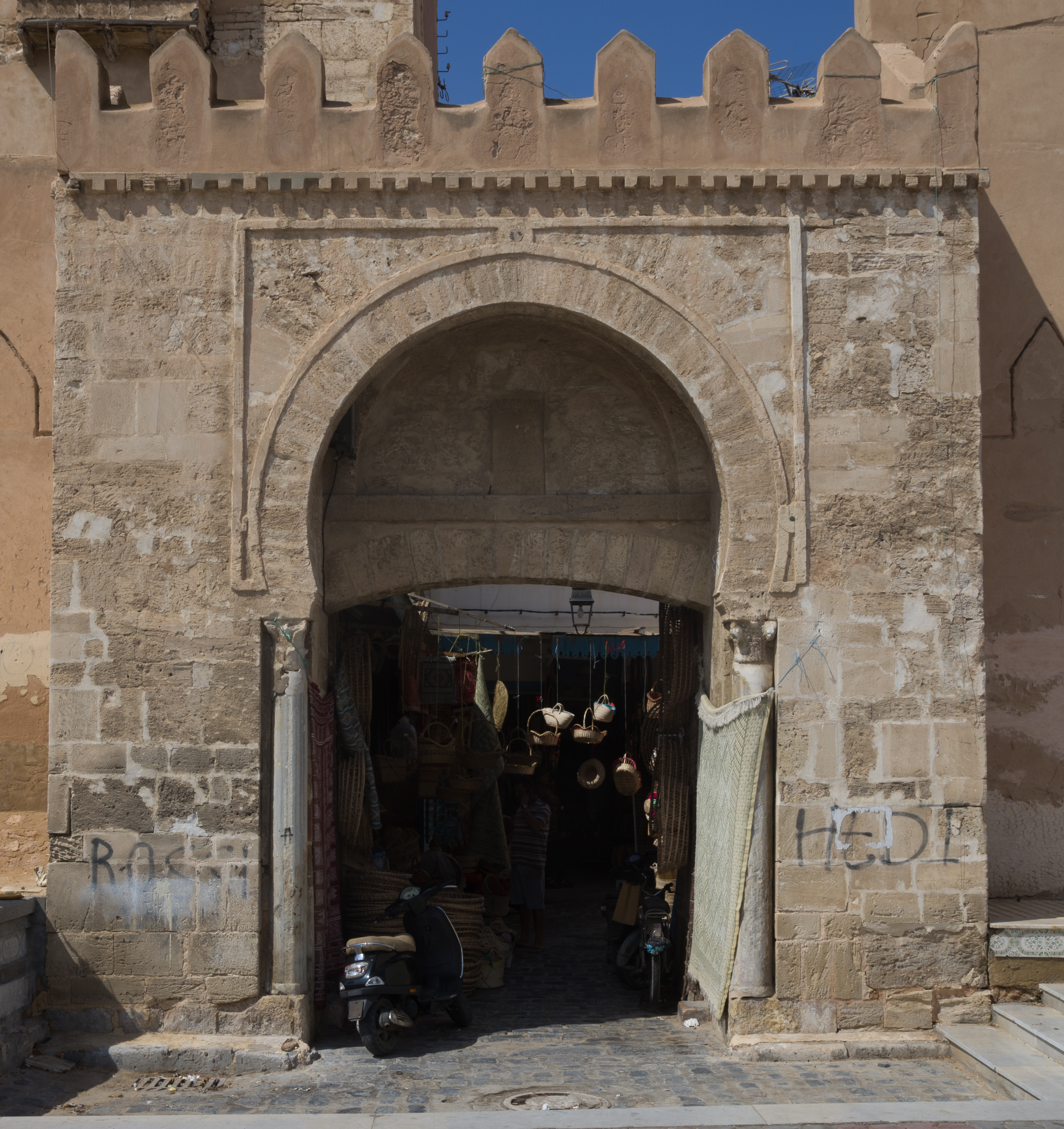
Una delle porte della medina
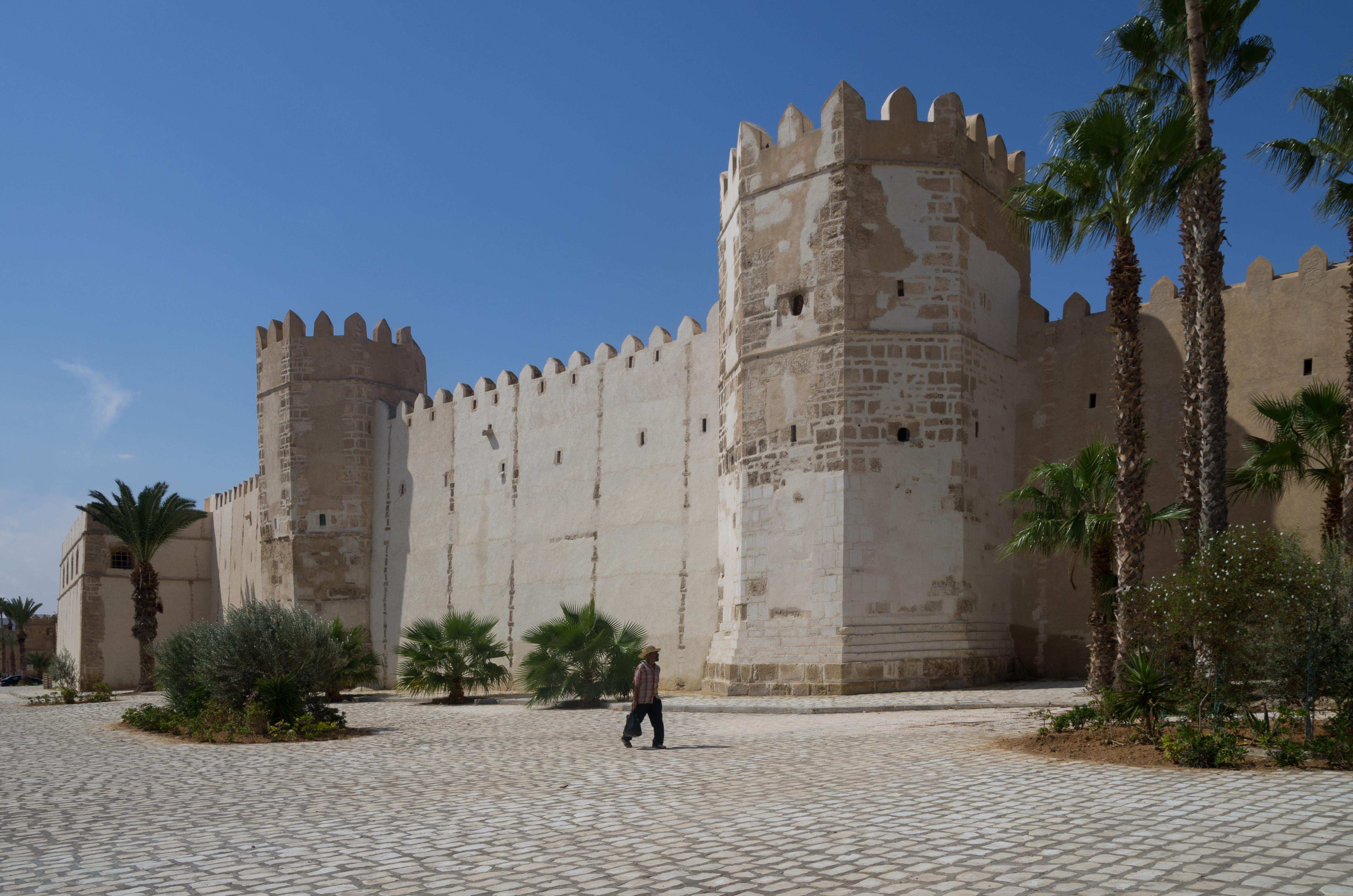
Le mura della medina
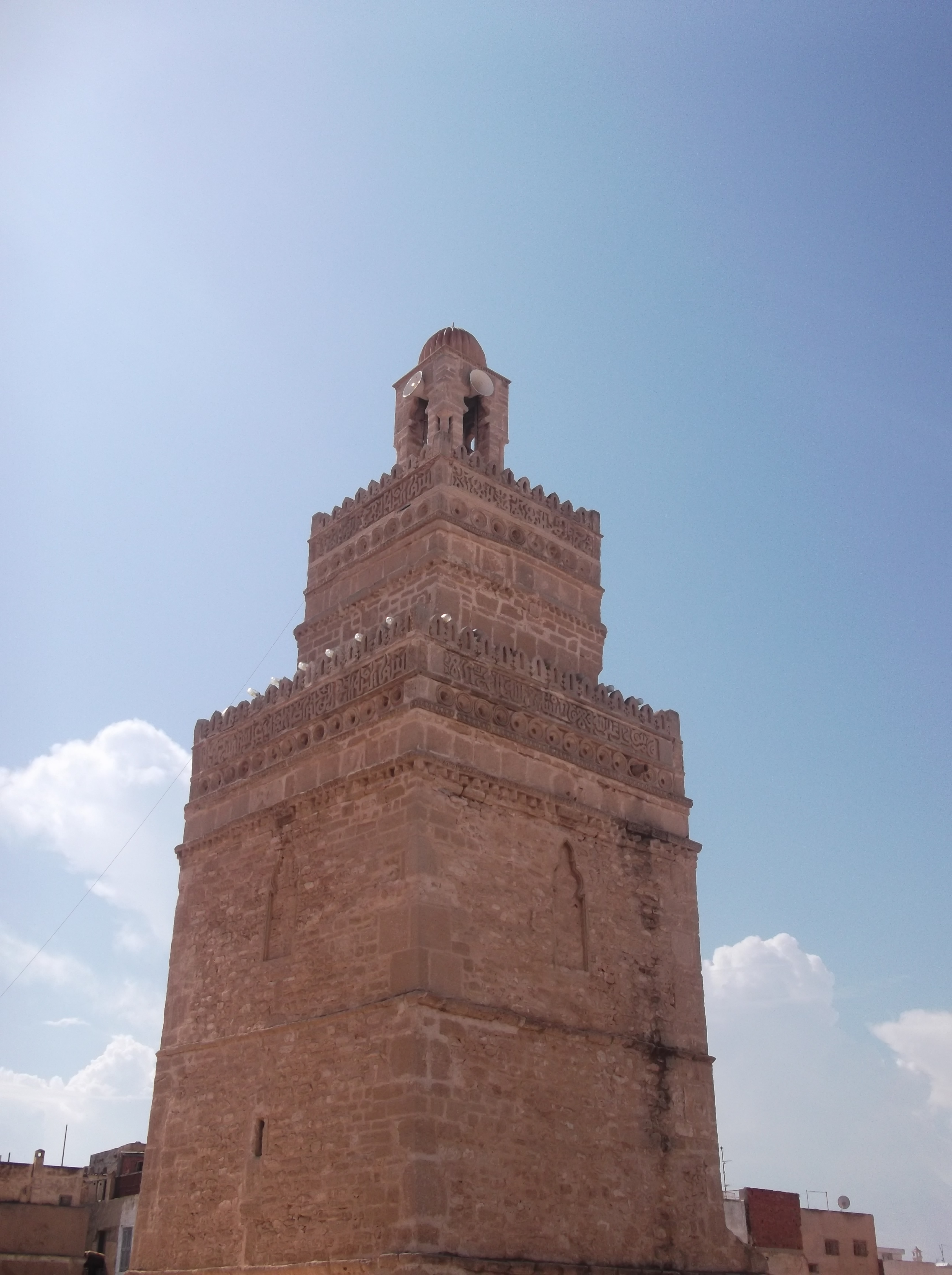
Il minareto della Grande Moschea di Sfax
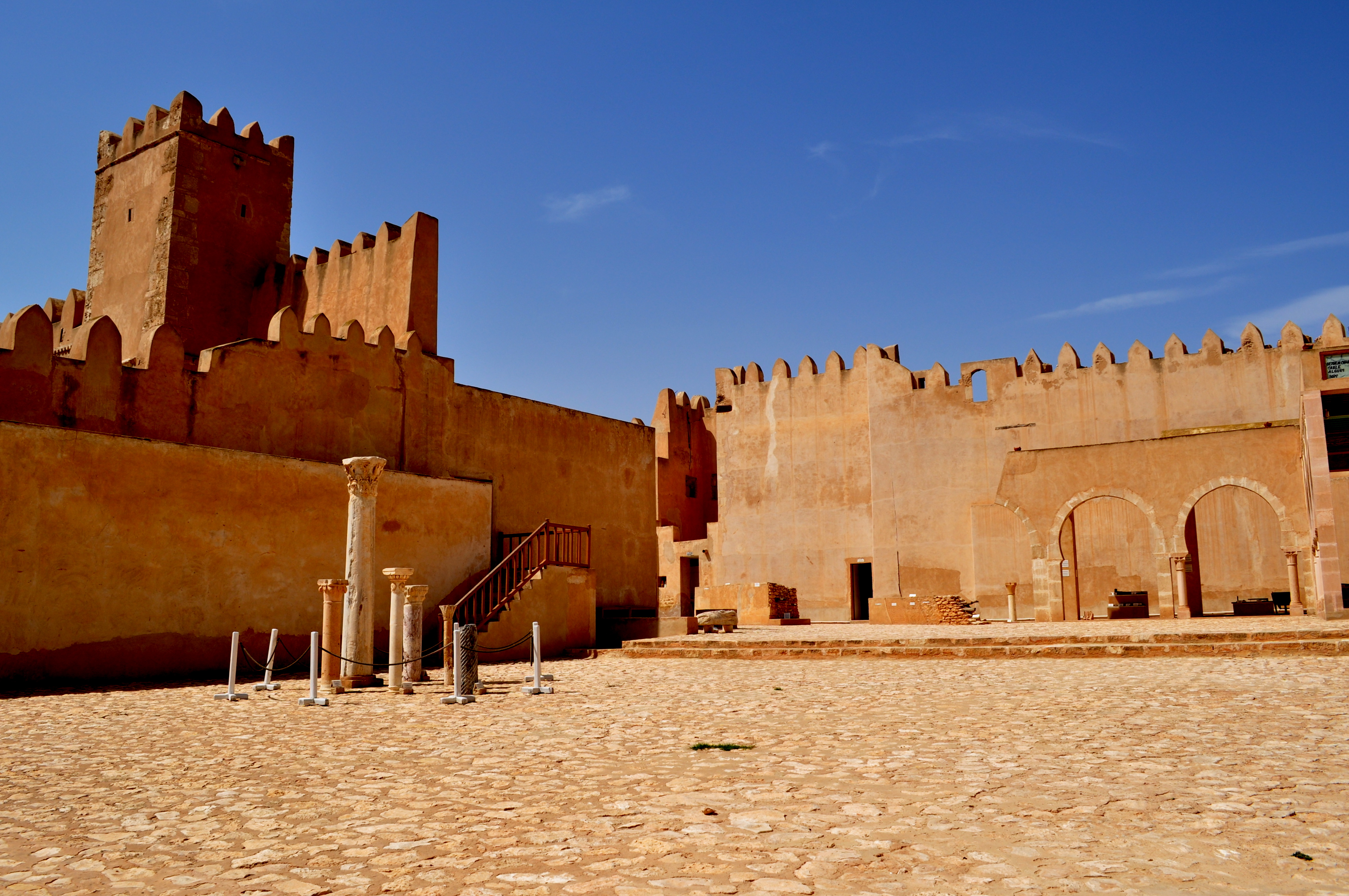
La Kasbah di Sfax